# راینر (ویرجینیا)
راینر (به انگلیسی: Riner) یک منطقهٔ مسکونی در ایالات متحده آمریکا است که در شهرستان مونتگومری، ویرجینیا واقع شده‌است. راینر ۸۵۹ نفر جمعیت دارد.